# 須田美矢子
須田 美矢子（すだ みやこ、1948年（昭和23年）5月15日 - ）は、日本の経済学者。専門は、国際金融論。日本銀行政策委員会委員（2001年～2011年）を歴任。

## 人物
山口県出身。東京都立西高等学校、東京大学教養学部卒業。東京大学大学院経済学研究科後期博士課程単位取得退学。専修大学経済学部助教授・教授（1982年～1990年）、1990年4月から学習院大学経済学部教授となる。2001年4月に篠塚英子の後任として日本銀行政策委員会委員に就任、2011年3月に同委員を退任。その後甲南大学特別客員教授を務め、現在はキヤノングローバル戦略研究所特別顧問を務める。

## 金融政策
日銀時代は金融緩和の強化・拡大決定の際に、バブルの温床に繋がるリスクや財政ファイナンスとの誤解を招きかねないリスクを理由として、しばしば反対票を投じたため、いわゆる「タカ派」として知られた。リーマンショック後の2008年10月7日の時点でも「金利水準を速やかに引き上げていくことが、引き続き基本線だと考えている」とのスタンスを維持していた。

## 著作

### 単著
- 『国際マクロ経済学』（日本経済新聞社, 1988年）
- 『ゼミナール国際金融入門』（日本経済新聞社, 1996年）

### 共著
- （小宮隆太郎）『現代国際金融論――理論・歴史・政策』（日本経済新聞社, 1983年）
- （石井安憲・清野一治・秋葉弘哉・和気洋子・セルゲイ・ブラギンスキー）『入門・国際経済学』（有斐閣, 1999年）
- （大村敬一・浅子和美・池尾和人）『経済学とファイナンス』（東洋経済新報社, 2004年）

### 編著
- 『対外不均衡の経済学』（日本経済新聞社, 1992年）

### 共編著
- （萩原清子）『生活者からみた経済学』（文眞堂, 1997年）

### 訳書
- ジョン・ウィリアムソン『世界経済とマクロ理論』（多賀出版, 1990年）